# Tyrell Corbin
Tyrell Corbin (Columbia, Carolina del Sur, 21 de septiembre de 1992) es un baloncestista estadounidense que actualmente se encuentra sin equipo. Con 1,85 metros de estatura, juega en la posición de base. Es hijo del exjugador y actualmente entrenador Tyrone Corbin.

## Trayectoria deportiva

### Universidad
Jugó una temporada en los Aggies de la Universidad de California en Davis, en la que promedió 6,3 puntos, 2,1 rebotes y 3,0 asistencias por partido. Al año siguiente pasó a jugar en el Community College de Salt Lake, donde lideró al equipo con 10,3 puntos, 4,5 rebotes y 3,5 asistencias, llegando a disputar la segunda ronda del Campeonato Nacional de la NJCAA.
En 2013 regresó a la División I de la NCAA al ser transferido a los Roadrunners de la Universidad Estatal de California, Bakersfield, donde completó dos temporadas más en las que promedió 5,2 puntos, 2,1 rebotes y 2,1 asistencias por encuentro.

### Profesional
Tras no ser elegido en el Draft de la NBA de 2015, fichó por el KK Jedinstvo Bijelo Polje de la liga montenegrina de baloncesto, donde únicamente llegó a disputar once partidos, promediando 10,9 puntos y 2,9 asistencias. Acabó la temporada en el Khentiy Ebeg Khasumegavat de Mongolia.
En 2016 fichó por el Bimasakti Nikko Steel Malang de la liga de Indonesia, donde acabó siendo el sexto mejor anotador de la competición, promediando 24,9 puntos, además de capturar 6,8 rebotes por partido. Fue elegido mejor defensor de la liga.
En julio de 2017 fue invitado por los Charlotte Hornets a disputar las Ligas de Verano de la NBA, jugando tres partidos, en los que promedió 6,0 puntos y 2,3 rebotes. En febrero de 2018 fue reclamado por los Northern Arizona Suns de la G League.